# Pierre Székely
Pour les articles homonymes, voir Szekely.
Pierre Székely, né à Budapest le 11 juin 1923 et mort à Paris le 3 avril 2001, est un sculpteur et peintre hongrois, installé en France après la Seconde Guerre mondiale.

## Biographie

### En Hongrie

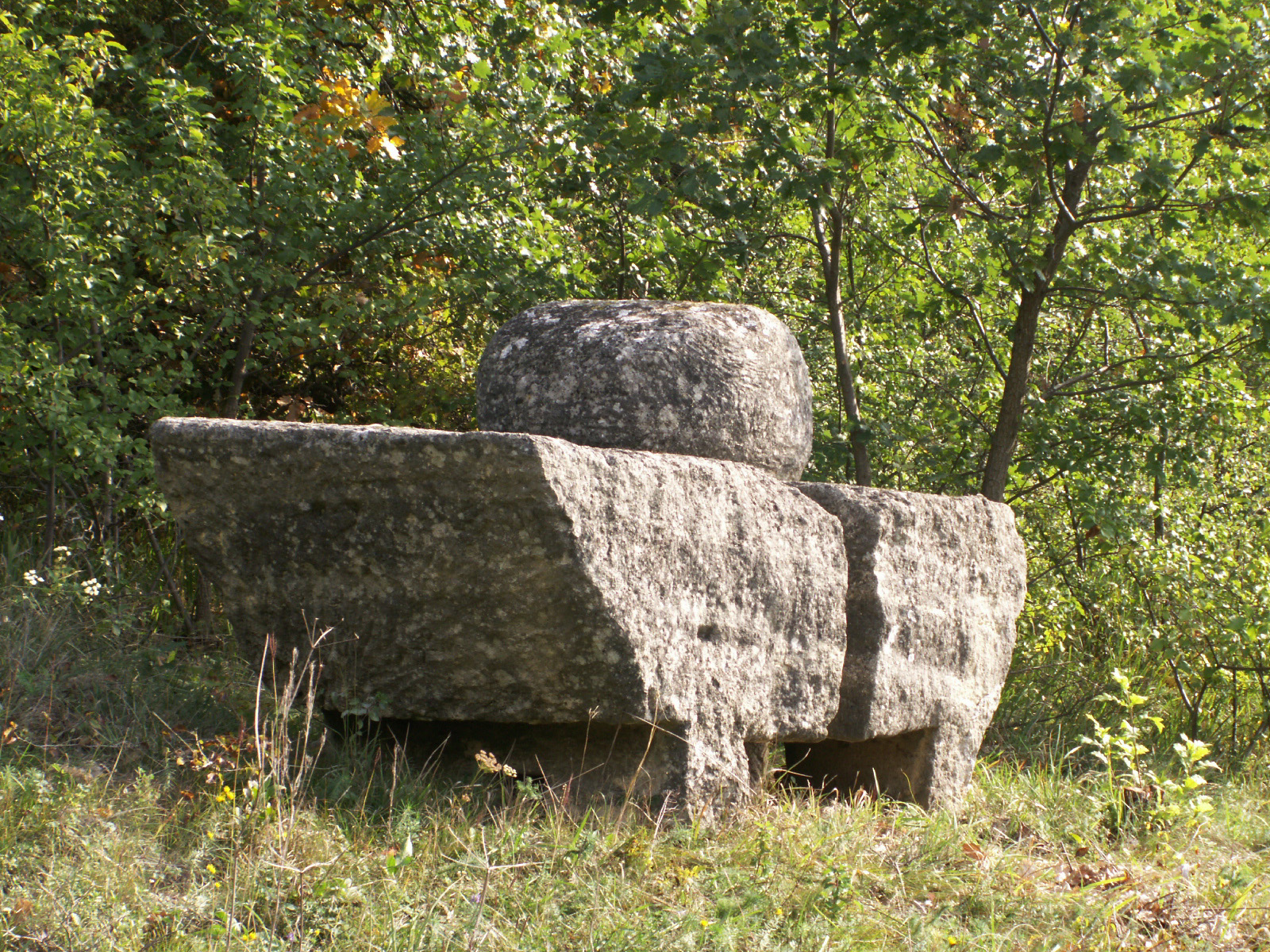
Énergie solaire (1962), Sankt Margarethen im Burgenland.

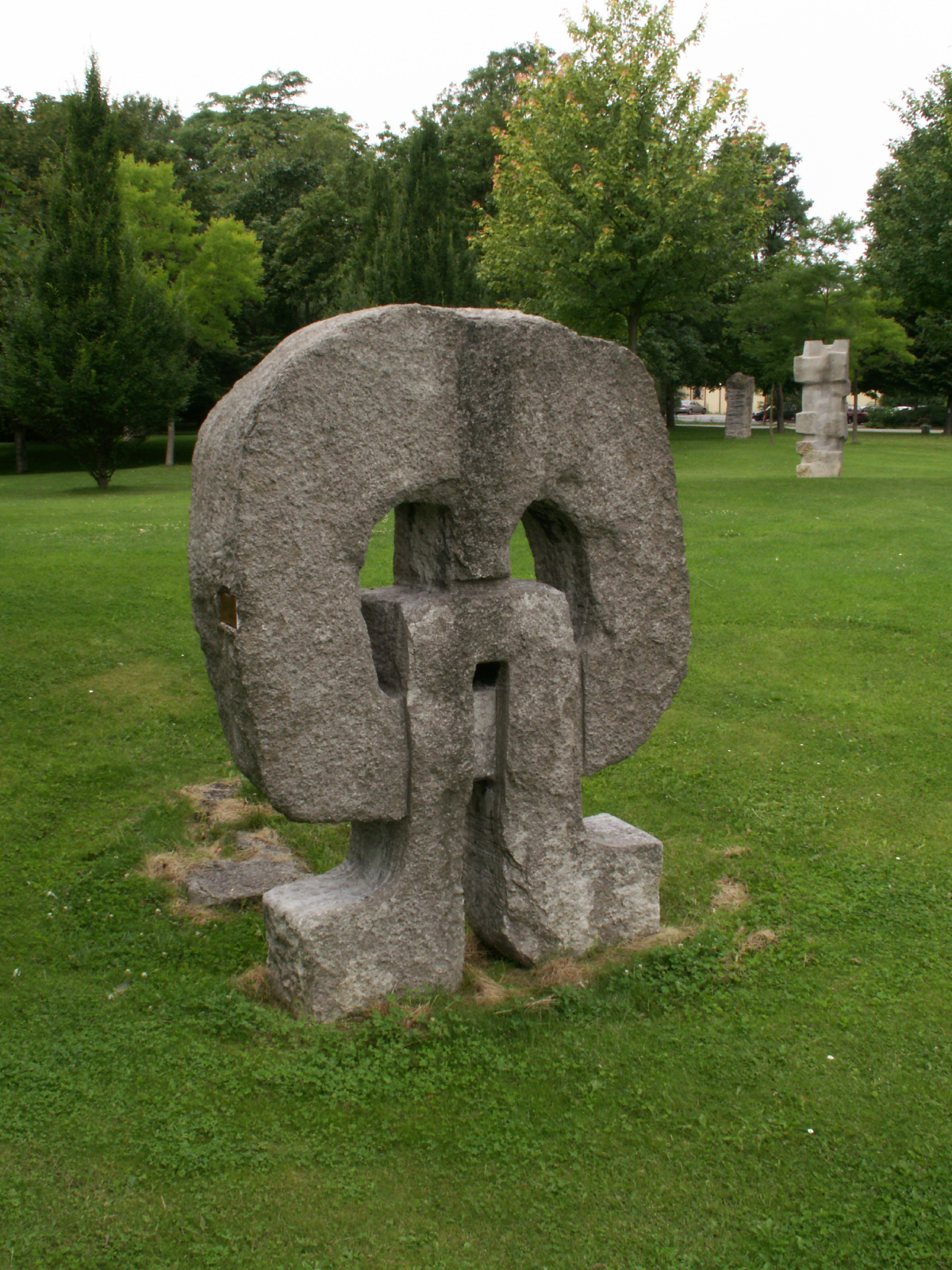
Kontakt (1962-1963), Berlin.

À partir de 1941, Péter Székely fait son apprentissage dans l'atelier de Hanna Dallos à Budapest. Dessinatrice, graphiste, graveur sur bois, celle qu'il considère comme son « maître au sens asiatique du mot », fut assassinée par les nazis en 1945,. Il est envoyé en camp de travail fin 1944. Székely s’y initie à la taille de la pierre. Puis il se retrouve au départ d’un convoi de déportés vers l’Allemagne. Il s’échappe et erre dans Budapest jusqu’à la libération de la ville en avril 1945. Il réalise des dessins et des affiches, commence à être connu. Il est fiancé à Vera Harsányi.

### En France

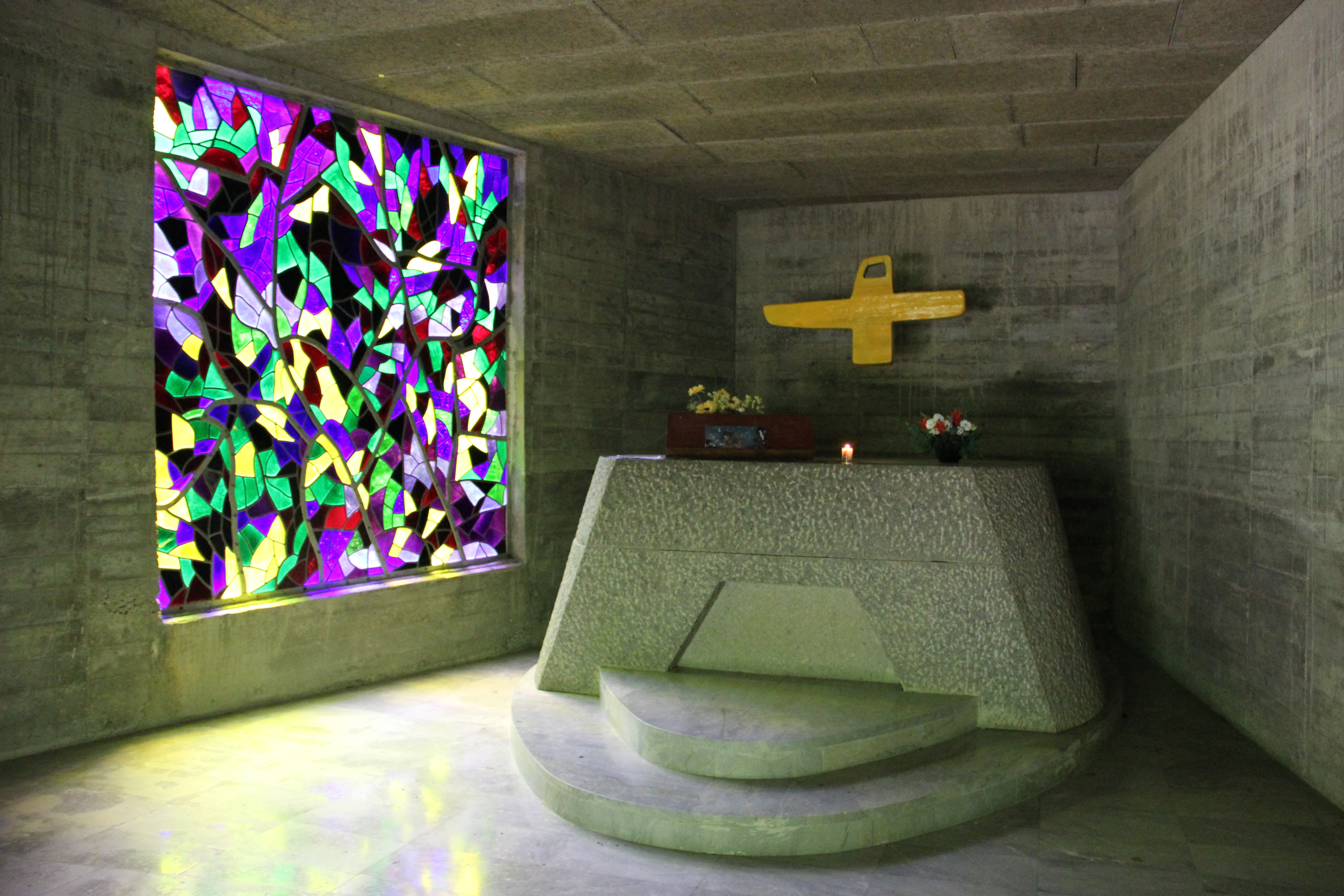
Autel et crucifix, chapelle de Saint-Rouin.

En 1946, il entreprend un voyage d’études à Paris, où il s'installera définitivement, francisant son prénom en Pierre. En 1950, il emménage avec sa femme, Vera Székely — une artiste connue pour ses céramiques — dans un pavillon à Bures-sur-Yvette dans la vallée de Chevreuse. Il y réalise des œuvres influencées par le surréalisme, ainsi que ses premières sculptures en pierre à caractère abstrait.
Avec son épouse Vera Székely et le peintre André Borderie, il construit, en 1953, la maison le Bateau ivre, située à Saint-Marcellin dans le département de l'Isère. L'intérieur et l'extérieur de la maison, le garage et le jardin font l'objet d'une inscription au titre des monuments historiques par arrêté du 14 septembre 2007. Depuis 2003, l'édifice est labellisé « Patrimoine du XXe siècle » de l'Isère.
En 1955, Pierre Székely s’installe à Marcoussis. Il y demeure jusqu’en 1976. Il réalise des dessins, des objets en pierre, en céramique, en bois, en métal, des objets de culte.
En 1957, il construit un ensemble de sculptures jeux à Clamart ; cette réalisation sera suivie de nombreuses autres à L'Haÿ-les-Roses, Palaiseau, Amiens, Cambrai, Brest, Grenoble, etc.
A la fin des années 50, il réalise l'aménagement intérieur de la chapelle de Saint-Rouin, construite au cœur de la forêt d'Argonne par le père Rayssiguier, disciple de Le Corbusier.
À partir de 1959, il réalise de nombreuses sculptures, œuvres monumentales et aménagements. En collaboration avec des architectes, il mène à bien plusieurs projets importants : le village de loisirs de Beg Meil avec Henri Mouette, l’église du Carmel de Saint-Saulve avec Claude Guislain, une sculpture escalade à Évry (La Dame du Lac).
En 1966, il met au point sa technique de taille du granit à la flamme. En 1968, année des jeux olympiques de Mexico, il édifie Soleil bipède sur la Route de l’amitié internationale.
En décembre 1975, à l’occasion de la création du secteur piétonnier du boulevard Maréchal-Leclerc dans le centre-ville de Caen, est installée une fontaine réalisée par Pierre Székely. Cette sculpture, financée par la municipalité caennaise, a été réalisée en granit rose extrait d’une carrière du canton de Perros-Guirec dans les Côtes-d'Armor.
En 1981, une rétrospective est organisée à l'hôtel de la Monnaie à Paris. En 1984, le président François Mitterrand lui rend visite dans son atelier et lui commande plusieurs sculptures, dont une pour un cadeau à Menahem Begin. Il a produit aussi des estampes, des dessins et de la peinture à la cire. Il a également réalisé quelques centaines de petites sculptures. Il considère que ses œuvres ne sont ni abstraites, ni figuratives, mais « expressives ». Ses œuvres se veulent en harmonie avec l'univers et avec la nature humaine.
Il meurt à Paris le 3 avril 2001, à l'âge de 77 ans.

### Entourage et famille
Il a été membre du groupe Espace fondé par André Bloc en 1951 et du Groupe international d'architecture prospective (GIAP) fondé par Michel Ragon en 1965.
Il est le père d'Anne-Maria Székely-Conchard (née en 1949), du designer Martin Szekely (né en 1954) et de Gabriel Székely (né en 1987).

## Œuvres dans les collections publiques
Deux musées en plein air sont entièrement consacrés à son œuvre : l'un ouvert en 1991 à Pécs (Hongrie), l'autre en 1993 à Sekigahara (Japon).
D'autres musées conservent ses œuvres :
- le musée du château de Vascœuil (Eure) expose des sculptures dans le parc ;
- le musée des Ursulines de Mâcon (Saône-et-Loire) conserve de nombreux dessins de Székely ;
- le FRAC Centre-Val de Loire à Orléans conserve une dizaine d'œuvres dans son département arts et architecture[12].

## Ouvrages
Tiltott istenek. A kőszobrász életfilozófiája. Párizs, 1983–1993 (Dieux interdits. Philosophie de vie d'un sculpteur sur pierre), Palatinus, Budapest, 1997

## Récompenses et distinctions
- 1978 : docteur honoris causa de l'Académie royale des beaux-arts de La Haye[11].
- 1978 : grand prix de la Biennale internationale des arts de la rue, en reconnaissance de ses nombreuses sculptures installées dans des cités, des lycées et des collèges français[13].
- 1990 : ordre national du Mérite[13].
- 1998 : chevalier de la Légion d’honneur[13].

### Filmographie
- Ilona Bayer, Pierre Dragon, 1998.
- Fabienne Issartel, Le ciel est sous nos pieds, 2002[14].